# ایوانیلی
ایوانیلی (به بلغاری: Ivanili) یک منطقهٔ مسکونی در بلغارستان است که در شهرستان گابروو واقع شده‌است.